# بريان ميلارد
بريان ميلارد (بالإنجليزية: Bryan Millard)‏ هو لاعب كرة قدم أمريكية أمريكي، ولد في 2 ديسمبر 1960 في سيوكس سيتي في الولايات المتحدة.

## وصلات خارجية
- بريان ميلارد على موقع مرجع كرة القدم المحترفة.كوم (الإنجليزية)